# Gertrudenkapelle (Wolgast)

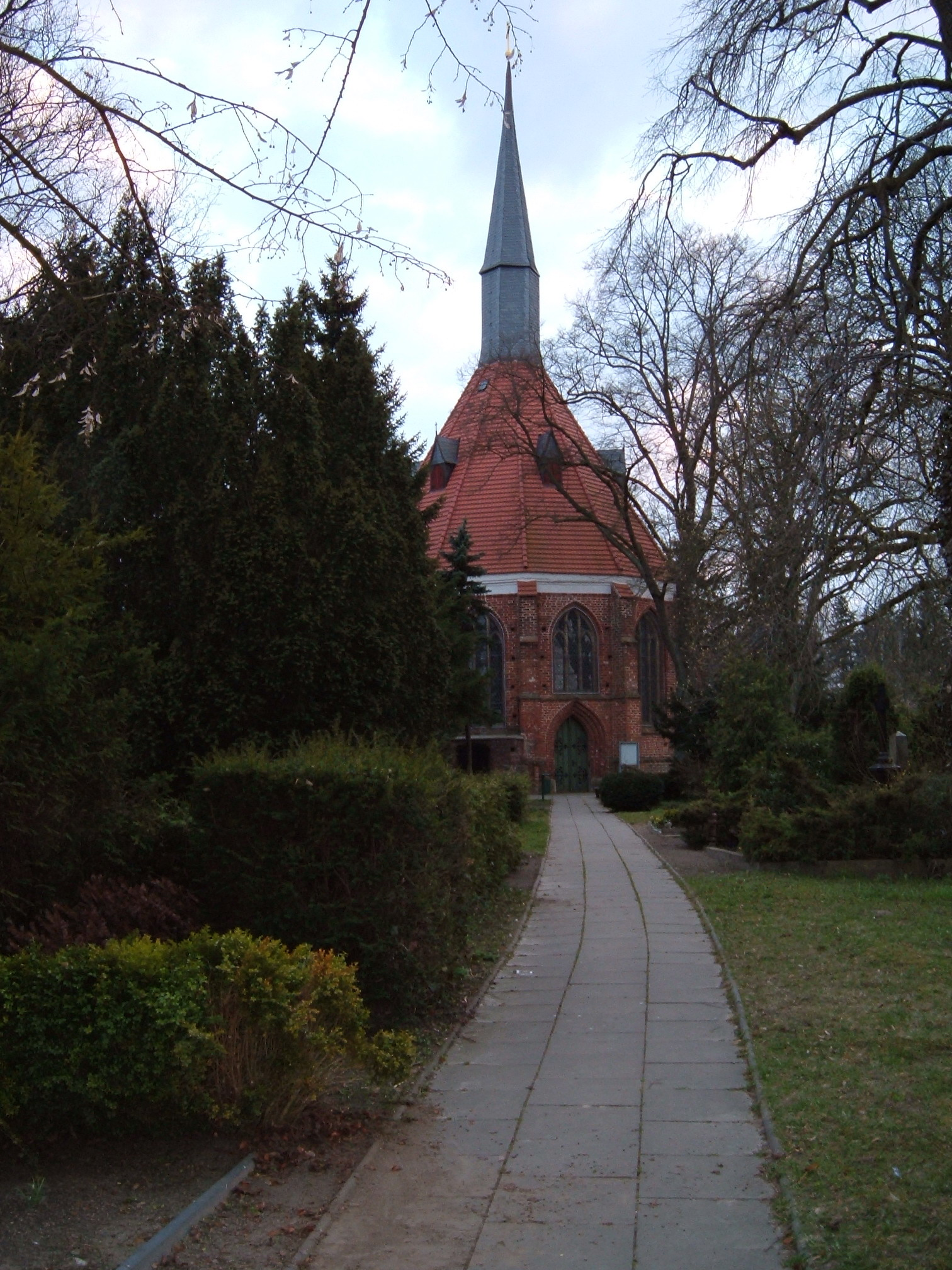
Gertrudenkapelle

Die Gertrudenkapelle ist eine um 1420 errichtete Kapelle in der Stadt Wolgast in Mecklenburg-Vorpommern. Der spätgotische Bau ist ein herausragendes Beispiel der Backsteingotik. Die Kapelle steht südlich der Bundesstraße 111 (Chausseestraße) auf dem Alten Friedhof und zählt zu den ältesten erhaltenen Gebäuden der Stadt. Die Kapelle gehörte zu einem nicht erhaltenen Hospital außerhalb der Stadtmauern. Es erhielt das Patrozinium der Heiligen Gertrud von Nivelles, der Schutzpatronin der Pilger und Reisenden.

## Geschichte
Die Wolgaster Gertrudenkapelle gehört in eine Reihe mit drei weiteren als Zentralbau errichteten Spitalkapellen in Pommern, der Gertraudenkapelle in Köslin (heute polnisch: Koszalin), der St. Gertrudkirche in Rügenwalde (Darłowo) und der St. Georgskapelle in Stolp (Słupsk). Alle vier befanden sich in der Nähe bedeutender Residenzen der pommerschen Herzöge. Von pommerschen Städten angelegte Gertrudenkapellen wurden im Gegensatz dazu nicht als Zentralbauten errichtet.
Den historischen Überlieferungen zufolge wurde die Kapelle von einem pommerschen Herzog nach dessen Rückkehr von einer Wallfahrt ins Heilige Land gestiftet. Zwar kann eine Pilgerreise des Herzogs Wartislaws IX. (1400–1457) nicht belegt, aber doch für die Jahre 1418/1419 vermutet werden, die anschließende Stiftung eines Gertrudenhospitals in seiner Residenzstadt Wolgast ist naheliegend.
Nach der Einführung der Reformation im Herzogtum Pommern 1534 diente der Bau als Friedhofskapelle. Auf dem umliegenden Gertrudenfriedhof wurden auch die wohlhabenderen Wolgaster Bürger bestattet. Im frühen 18. Jahrhundert entstanden unter der Kapelle zwei von außen zugängliche Grüfte. Als 1713 während des Großen Nordischen Krieges die Stadt auf Befehl des Zaren Peter I. niedergebrannt wurde, blieb die Kapelle unversehrt und diente auch bis 1718 der Kirchengemeinde von St. Petri als Gotteshaus.

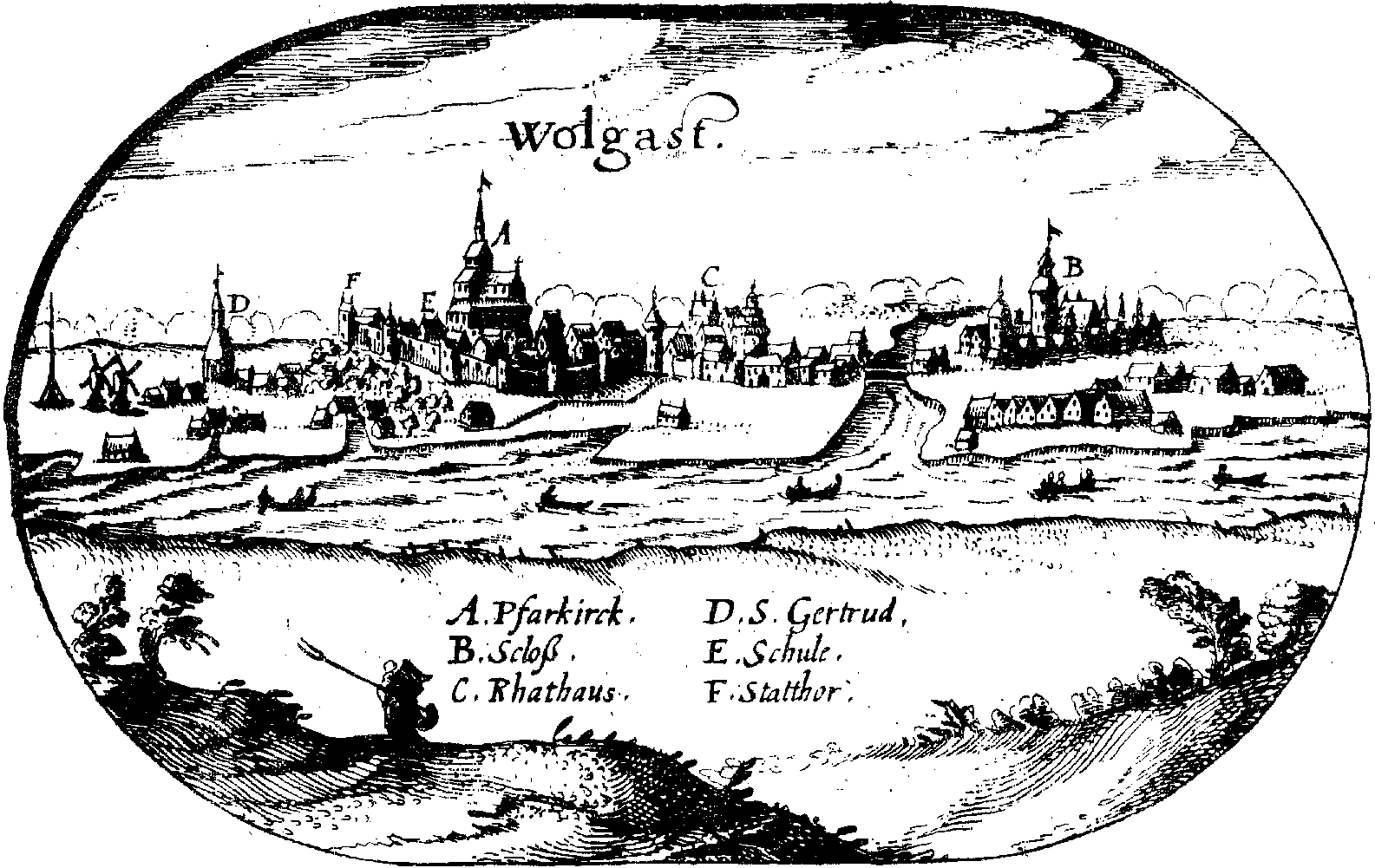
Die Gertrudenkapelle (D) links in der Vedute Wolgasts auf der Lubinschen Karte (1610/1618)

Der zwölfeckige Zentralbau aus Backstein ist eine Nachbildung der Grabeskirche in Jerusalem. Die Kapelle besitzt ein Zeltdach mit einem schlanken Mitteltürmchen. Sie hat elf Strebepfeiler und anstatt des zwölften an der Südwestseite einen Treppenturm. Im Zentrum der Kapelle befindet sich eine starke Mittelsäule. Das von ihr ausgehende spätgotische Sterngewölbe wird an der Außenwand abwechselnd von drei- und siebenstrahligen Gurtträgern aufgenommen.
Das wohl um 1700 eingebaute Kirchengestühl mit der darin einbezogenen Kanzel und die Emporen zogen sich ursprünglich an den Wänden entlang. Eine frühere Inschrift am Mittelpfeiler informierte über eine 1740 erfolgte Renovierung des Innenraumes. Ab 1863 ist die Kapelle restauriert worden, dabei entfernte man auch die gesamte barocke Innenausstattung und ersetzte sie gemäß dem Zeitgeschmack durch neugotische Stücke.
Der Wolgaster Totentanz entstand vermutlich um 1660 im Auftrag des Generalgouverneurs Carl Gustav Wrangel für das Wolgaster Schloss und gelangte um 1700 in der Gertrudenkapelle. Es wird angenommen, dass er ursprünglich von Adrian Bentschneider gemalt, beim Schlossbrand 1675 beschädigt und 1700 von Caspar Sigmund Köppe übermalt wurde. Im Zuge der Restaurierung der Kapelle in den Jahren nach 1863, bei der auch die um 1700 teilweise verkürzten Fensteröffnungen wieder in ihre ursprüngliche Form gebracht wurden, gelangte der Totentanz zunächst in die St.-Jürgen-Kapelle, dann um 1900 in die Wolgaster St.-Petri-Kirche und ist dort gegenwärtig für die Öffentlichkeit zugänglich.
Im Jahr 1995 erfolgte eine Sanierung des Außenbereichs. Der Verein zur Förderung der Gertrudenkapelle bemüht sich seit 2003 um die Sanierung und eine anschließende kulturelle Nutzung der Kapelle. Das Gebäude kann auf Anfrage besichtigt werden.